# Vorontsovo (Nijni Nóvgorod)
|  | Per a altres significats, vegeu «Vorontsovo». |

Vorontsovo (en rus: Воронцово) és un poble de l'óblast de Nijni Nóvgorod, a Rússia, segons el cens del 2010 tenia 63 habitants, pertany al municipi de Iúrievski.